# Унтерварт
Унтерварт (нем. Unterwart) — коммуна в Австрии, в федеральной земле Бургенланд. 
Входит в состав округа Оберварт.  Население составляет 910 человек (на 31 декабря 2005 года). Занимает площадь 20,2 км². Официальный код  —  10925.

## Политическая ситуация
Бургомистр коммуны — Йозеф Хорфат (АНП) по результатам выборов 2007 года.
Совет представителей коммуны (нем. Gemeinderat) состоит из 13 мест.
- АНП занимает 8 мест.
- СДПА занимает 5 мест.